# Терр-Клап'є
Терр-Клап'є́ (фр. Terre-Clapier) — колишній муніципалітет у Франції, у регіоні Окситанія, департамент Тарн. Населення — 245 осіб (2011).
Муніципалітет був розташований на відстані близько 560 км на південь від Парижа, 75 км на схід від Тулузи, 15 км на південний схід від Альбі.

## Історія
До 2015 року муніципалітет перебував у складі регіону Південь-Піренеї. Від 1 січня 2016 року належав до нового об'єднаного регіону Окситанія.
1 січня 2019 року Терр-Клап'є, Румегу, Ронель, Сент-Антонен-де-Лакальм, Сен-Льє-Лафенасс i Ле-Траве було об'єднано в новий муніципалітет Терр-де-Банкальє.

## Демографія
Динаміка населення (INSEE ):
Розподіл населення за віком та статтю (2006):
| Стать | Всього | До 15 років | 15-24 | 25-44 | 45-64 | 65-85 | Понад 85 |
| --- | ------ | ----------- | ----- | ----- | ----- | ----- | -------- |
| Чоловіки | 108    | 24          | 12    | 20    | 36    | 16    | 0        |
| Жінки | 124    | 28          | 12    | 32    | 28    | 24    | 0        |
| \| Статево-вікова піраміда \| Статево-вікова піраміда \| Статево-вікова піраміда \| \| ----------------------- \| ----------------------- \| ----------------------- \| \| Чоловіки \| Вік \| Жінки \| \| 0 \| 85 + \| 0 \| \| 4 \| 80-84 \| 4 \| \| 8 \| 75-79 \| 8 \| \| 4 \| 70-74 \| 8 \| \| 0 \| 65-69 \| 4 \| \| 4 \| 60-64 \| 0 \| \| 8 \| 55-59 \| 4 \| \| 8 \| 50-54 \| 4 \| \| 16 \| 45-49 \| 20 \| \| 4 \| 40-44 \| 4 \| \| 12 \| 35-39 \| 20 \| \| 0 \| 30-34 \| 8 \| \| 4 \| 25-29 \| 0 \| \| 4 \| 20-24 \| 8 \| \| 8 \| 15-20 \| 4 \| \| 8 \| 10-14 \| 8 \| \| 0 \| 5-9 \| 20 \| \| 16 \| 0-4 \| 0 \| |        |             |       |       |       |       |          |
| Статево-вікова піраміда |        |             |       |       |       |       |          |
| Чоловіки | Вік    | Жінки       |       |       |       |       |          |
| 0 | 85 +   | 0           |       |       |       |       |          |
| 4 | 80-84  | 4           |       |       |       |       |          |
| 8 | 75-79  | 8           |       |       |       |       |          |
| 4 | 70-74  | 8           |       |       |       |       |          |
| 0 | 65-69  | 4           |       |       |       |       |          |
| 4 | 60-64  | 0           |       |       |       |       |          |
| 8 | 55-59  | 4           |       |       |       |       |          |
| 8 | 50-54  | 4           |       |       |       |       |          |
| 16 | 45-49  | 20          |       |       |       |       |          |
| 4 | 40-44  | 4           |       |       |       |       |          |
| 12 | 35-39  | 20          |       |       |       |       |          |
| 0 | 30-34  | 8           |       |       |       |       |          |
| 4 | 25-29  | 0           |       |       |       |       |          |
| 4 | 20-24  | 8           |       |       |       |       |          |
| 8 | 15-20  | 4           |       |       |       |       |          |
| 8 | 10-14  | 8           |       |       |       |       |          |
| 0 | 5-9    | 20          |       |       |       |       |          |
| 16 | 0-4    | 0           |       |       |       |       |          |

## Економіка
У 2007 році серед 144 осіб у працездатному віці (15-64 років) 106 були активні, 38 — неактивні (показник активності 73,6%, у 1999 році було 70,4%). З 106 активних працювали 94 особи (51 чоловік та 43 жінки), безробітних було 12 (5 чоловіків та 7 жінок). Серед 38 неактивних 9 осіб було учнями чи студентами, 13 — пенсіонерами, 16 були неактивними з інших причин.
У 2010 році в муніципалітеті числилось 93 оподатковані домогосподарства, у яких проживали 246,5 особи, медіана доходів виносила 15 380 євро на одного особоспоживача